# Yankton County
Yankton County är ett administrativt område i delstaten South Dakota, USA, med 22 438 invånare. Den administrativa huvudorten (county seat) är Yankton. 

## Geografi
Enligt United States Census Bureau så har countyt en total area på 1 380 km². 1 352 km² av den arean är land och 28 km² är vatten. 

### Angränsande countyn
- Turner County, South Dakota - nordost
- Clay County, South Dakota - öst
- Cedar County, Nebraska - sydost
- Knox County, Nebraska - sydväst
- Bon Homme County, South Dakota - väst
- Hutchinson County, South Dakota - nordväst